# اصول هفتگانه دین (اسماعیلیه)
شیعیان اسماعیلی، در سه شاخه اصلی (خالص)_(نزاری)_(مستعلی)- اصول دین را متفاوت از ارکان خمسه در نزد اهل سنت دانسته اند. در بین شیعیان دوازده امامی، اصول دین تنها برای مباحث اعتقادی به کار می‌رود؛ و عبادات از جمله فروع دین به شمار می‌روند.

## ارکان اسماعیلیه
- ولایت: به معنی دوستی و پذیرش سرپرستی خدا، پیامبران، امام و دعات (مبلغین) است. در آموزه‌های اسماعیلی، خدا می‌تواند در پیامبران و امامان تجلی کند. دعات مومنان را به راه راست رهبری و راهنمایی می‌کنند. دروزیان از این رکن با نام تسلیم نام می‌برند.
- طهارت: به معنی پاکیزگی است، این رکن دین از قرآن گرفته شده است.[۱]؛ دروزیان طهارت را از ارکان دین نمی‌دانند.
- نماز (اسلام): برخلاف مسلمانان سنی و شیعیان دوازده امامی، اسماعیلیان معتقدند که تعیین شیوه صحیح نماز خواندن برعهده امام حاضر است. شیوه نماز خواندن امروز نزاریان، مانند دعا است و سه بار در روز انجام می‌گیرد: هنگام طلوع آفتاب، پیش از غروب آفتاب و پس از غروب آفتاب. دروزیان، معنای نماز را صدق لسان (معنی لغوی زبان راست است ولی معنی این عبارت یاد نیک است) می‌دانند و شیوه خاصی برای نماز خواندن ندارند. ایشان نماز را به شیوه دیگر مسلمانان، سیره جهال می‌دانند؛ اما به لحاظ تاریخی، شرکت در نماز جماعت را برای تقیه جایز می‌دانند. البته (در کتاب خداوند الموت در قسمت قیامت القیامه آمده است) بعد از قیامت القیامه حسن صباح در قلعه ی الموت اعلام کرد: اینک حق‌الله (نماز و روزه) از گردن اهل باطن برداشته می‌شود. و این صحت ارکان دین را بعد از قیامت القیامه باطل می‌کند. هرچند بر اساس بن‌مایه‌های تاریخی گمان می‌رود که این کار توسط حسن دوم الموت صورت گرفته باشد و حسن صباح بسیار نسبت به احکام، معتقدتر دانسته می‌شود.
- زکات: به استثنای دروزیان، مذاهب اسماعیلی همچون مسلمانان سنی و شیعه دوازده امامی، به زکات پایبند هستند. آن‌ها 12 درصد درآمد ماهیانه خود را به امام می‌پردازند. دروزیان زکات را نه پرداخت پول که حفظ اخوان (پاسداری از برادران) می‌دانند.
- روزه: اسماعیلیان نزاری و مستعلی به معنای باطنی روزه معتقد هستند. معنای لغوی روزه، خودداری از خوردن و آشامیدن در ماه رمضان است؛ اما معنای باطنی روزه پرهیز از کارهای شر و انجام کارهای نیک است. اسماعیلیان، به روزه گرفتن (به معنی لغوی) در ماه رمضان و ماه‌های دیگر پایبند نیستند. درزیان معنی باطنی روزه را ترک عبادت اصنام یعنی رها کردن پرستش بت‌ها می‌دانند.
- حج: اسماعیلیان دروزی حج را به معنی "رها کردن کارهای بد و رفتن به سوی کارهای خوب" می نامند و رفتن به مکه را لازم نمی‌دانند. مستعلیان و نزاریان، دیدار امام و داعیان را بالاتر و مهم تر از تمام زیارت‌ها می‌دانند.
- جهاد: اسماعیلیان معنی باطنی جهاد را مبارزه با نفس می‌دانند.

## کتابشناسی/ یادکردها
- ویلیام بوردهی (1364=)، تحقیقی در آیین اسماعیلیه، ترجمهٔ زهرا سعیدی، مشهد: تابناک تاریخ وارد شده در |سال= را بررسی کنید (کمک)
- محمد بن زین العابدین (1362=)، تاریخ جماعت اسمعیلیه:هدایت المومنین الطالبین، ترجمهٔ هما خاقان زاده، به کوشش الکساندر سیمونوف.، تهران: اساطیر تاریخ وارد شده در |سال= را بررسی کنید (کمک)
- ویکی‌پدیای انگلیسی